# Cuckservative
Cuckservative är ett engelskspråkigt pejorativt politiskt epitet som används bland annat av alternativa högern. Ordet myntades inför 2016 års presidentval i USA. Ordet används för att beskriva en konservativ som brukaren anser ha ”sålt sig”, har accepterat alla vänsterns grundläggande premisser och sympatiserar med liberala värderingar.
Termen har sitt ursprung bland annat i internetforumet 4chan och används av bland andra alternativa högern. Den myntades 2015 i början av kampanjen inför 2016 års presidentval i USA.
Ordet är bildat av conservative och cuckold. Cuckold motsvaras på svenska av hanrej, ett nedsättande ord som förr användes för att beteckna en bedragen äkta man. Advokaten och bloggaren Mike Cernovich har använt termen flitigt och förklarar vad den betyder för honom: ”En cuckservative är en republikan som gillar att se sina vänner till höger, och faktiskt hela sitt land, screwed av den radikala vänstern.”
År 2015 utkom boken Cuckservative. How ’conservatives’ betrayed America. Boken handlar om hur USA:s förment konservativa politiker och konservativ media har slagit sig ihop med liberala internationalister. Författarna menar att cuckservatives öppet välkomnar omfattande invandring på grundval av okristen teologi, föråldrade ekonomiska resonemang och historiska myter och felaktigt hävdar att invandring är en moralisk plikt, en ekonomisk nödvändighet och i nationens intresse.
Flera debattörer menar att cuckservative är en rasistisk term, då ett av "sveken" som åsyftas handlar om att de "vita" upplevs hålla på att förlora makten i USA. I ett svar på kritiken om rasism säger Milo Yiannopoulos att "cuckold" användes flitigt redan av Shakespeare; ordet betecknade ursprungligen en bedragen man, sedan överfört en förvekligad man, och har inget att göra med att den andra mannen skulle vara svart.

En konservativ nyhetshemsida i Spanien översatte cuckservative till cornuservador och slog fast: ”Republikaner är inget annat än den ’kontrollerade oppositionen’ helt i händerna på den politiska vänstern och som bara strävar efter de sällsynta tillfällen då dessa händer klappar dem på huvudet och media belönar dem med det åtrådda adjektivet 'moderat': dessa är cornuservadores.”
Ett annat uttryck med liknande innebörd är ”Republican In Name Only” ("republikan endast till namnet").